# Kantonsraad van Schwyz
De Kantonsraad van Schwyz (Duits: Grosser Rat) is het kantonsparlement van het kanton Schwyz. De Kantonsraad heeft wetgevende bevoegdheden en bestaat uit 100 leden die via algemeen, enkelvoudig kiesrecht worden gekozen voor de duur van vier jaar. De laatste verkiezingen vonden op 11 maart 2012 plaats.

## Samenstelling Kantonsraad 2000 - heden
De samenstelling van de Kantonsraad na de verkiezingen van 2000, 2004 en 2008 ziet er als volgt uit:
| Partij    | Zetels 2000 | % 2000 | Zetels 2004 | % 2004 | Zetels 2008 | % 2008 | Zetels 2012 | % 2012 |
| --------- | ----------- | ------ | ----------- | ------ | ----------- | ------ | ----------- | ------ |
| SVP       | 20          | 20,9%  | 27          | 29,0%  | 41          | 36,7%  | 35          | 32,6%  |
| CVP       | 43          | 38,7%  | 24          | 31,9%  | 29          | 29,1%  | 29          | 28,3%  |
| FDP       | 26          | 26,7%  | 24          | 22,9%  | 21          | 19,2%  | 23          | 22,8%  |
| SP        | 11          | 12,3%  | 15          | 15,1%  | 9           | 11,6%  | 10          | 15,9%  |
| Overigen* | 2           | 1,4%   | 0           | 1,1%   | 0           | 3,5%   | 3           | 0,4%   |
| Totaal    | 100         | 100%   | 100         | 100%   | 100         | 100%   | 100         | 100%   |

- Onder overige valt één lid van de Groene Partij van Zwitserland. De andere twee leden zijn partijloos.